# Heinrich der Lengfelder von Rosenberg
Heinrich der Lengfelder von Rosenberg war ein Ritter, der im 14. Jahrhundert lebte.
Am 10. November 1313 nahm Heinrich der Lengfelder von Rosenberg neben Friedrich der Frank von Rosenberg sowie dem alten und dem jungen Löhlein von Sulzbach als einer von vier Rittern aus dem heutigen Sulzbach-Rosenberg an der Schlacht von Gammelsdorf teil.
1314 nahm Heinrich der Lengfelder von Rosenberg wird als erster Burgmann zu Rosenberg genannt.
Am 8. Januar 1325jul. verpfändete der stets geldbedürftige Ludwig das Gericht Hirschau und Ehenfeld an Heinrich der Lengfelder von Rosenberg, der an der Schlacht bei Mühldorf teilgenommen hatte und für den dabei erlittenen Schaden sowie für einige verkaufte Pferde abgefunden werden sollte.